# Hypsugo lophurus
Hypsugo lophurus (Thomas, 1915) è un pipistrello della famiglia dei Vespertilionidi endemico del Myanmar.

## Etimologia
L'epiteto specifico deriva dalla combinazione delle due parole greche λοφίο-, pennacchio e -ουρά, coda, con chiara allusione all'insolita caratteristica di questa specie.

## Descrizione

### Dimensioni
Pipistrello di piccole dimensioni, con la lunghezza della testa e del corpo di 56 mm, la lunghezza dell'avambraccio di 35 mm, la lunghezza della coda di 39 mm e la lunghezza delle orecchie di 14 mm.

### Aspetto
La pelliccia è lunga e setosa. Le parti dorsali sono marrone scuro, con la base dei peli nerastra. Le parti ventrali sono più chiare con la base dei peli nerastra. Le orecchie sono moderate, con il margine anteriore convesso, rugoso e con una frangia di peli distinta. Il margine esterno ha un lobo basale ben sviluppato. Il trago è largo, con il margine interno concavo, quello esterno fortemente convesso e con un grosso lobo basale triangolare. Dei grossi ciuffi di peli untuosi sono presenti alla base della coda sulla superficie dorsale dell'uropatagio. Le membrane alari sono attaccate posteriormente alla base delle dita dei piedi. Il calcar ha un piccolo lobo terminale. La punta della coda si estende oltre l'uropatagio.

## Biologia

### Alimentazione
Si nutre di insetti.

## Distribuzione e habitat
Questa specie è conosciuta soltanto da un individuo maschio catturato nel 1914 presso Maliwun, nello stato del Tenasserim, Myanmar meridionale ed ora conservato presso il Museo di storia naturale di Londra con numero di catalogo BM(NH) 1914.12.1.6.
Vive nei prati circondati da foreste sempreverdi al livello del mare.

## Conservazione
La IUCN Red List, considerato che questa specie è nota soltanto in una località,  non è stata più catturata dal 1916 e ci sono poche informazioni circa l'habitat preferenziale e l'ecologia, classifica H.lophurus come specie con dati insufficienti (DD).